# 피라냐 (2010년 영화)
《피라냐》는 2010년 여름에 개봉된 알렉산더 아야 감독의 3D 호러영화이다. 엘리자베스 슈, 스티븐 R. 맥퀸, 제시카 스자르, 켈리 브룩 등이 출연한다. 여름철이면 젊은이들이 몰려와 비키니 파티를 여는 한적한 빅토리아 호수 마을. 호수바닥에서 지진이 일어나면서 그동안 멸종된 것으로 알려진 피라냐들이 호수 밑바닥에서 떼로 부상한다. 피냄새를 맡으면 광분하는 피라냐 떼들이 아름다운 빅토리아 호수를 끔찍한 피의 난장판으로 만들어버린다. 식인 물고기 피라냐를 다룬 영화는 1978년 조 단테 감독의 《피라냐》와 그 속편인 《피라냐 2》(Piranha II: The Spawning)(1981)가 있다. 《피라냐 2》는 제임스 카메론의 졸작으로 더욱 유명해진 작품이다. 30년만에 3D로 만들어진 것이다. 한국에서는 2010년 8월 26일 개봉되었다.

## 줄거리
높은 산과 아름다운 호수, 굽이굽이 흐르는 강물들이 아름다움을 더하는 빅토리아 호수. 호수 밑바닥에서 지진이 일어나고 호수는 소용돌이 치면서 조그만 보트에서 낚시를 하던 맷(리처드 드레이퓨스)이 물에 빠진다. 순간 달라드는 괴물체. 지진이 여파로 200만 년 동안 지하 밑에서 세상과 단락되며 살아왔던 피라냐 떼들이 수면으로 부상한 것이다. 빅토리아 호수마을은 여름 휴가철을 맞아 젊은이들이 몰려와서 북새통을 이루고 있었다. 보안관 줄리(엘리자베스 슈)는 행방불명된 맥을 수색하다 끔찍하게 훼손된 그의 시체를 발견하고 빅토리아 호수에 식인물고기 피라냐의 등장에 긴장한다. 하지만 그런 상황을 모르는 사람들은 호수에서 비키니 축제를 열며 열광한다. 줄리의 아들 제이크는 성인 동영상 전문 감독 데릭을 위해 호수를 안내해 주던 중 피라냐의 습격을 받게 된다.

## 출연진
- 엘리자베스 슈: 줄리 역. 빅토리아 호수의 마을의 보안관. 세 아이의 엄마
- 스티븐 R. 맥퀸: 제이크 역. 줄리의 큰 아들. 피라냐의 습격에 맞서 용감하게 싸운다
- 제시카 스자르 : 켈리 역. 제이크의 여자 친구로 데릭의 요트에 오른다.
- 켈리 브룩: 대니 역. 데릭의 성인동영상에 출연하는 여배우
- 제리 오코넬: 데릭 역. 비키니 여자들만 주로 다루는 성인사이트 동영상 감독
- 애덤 스콧: 노막 역. 지진이 일어난 빅토리아 호수를 조사하러 온 지질학자. 이 영화의 마지막을 장식한다.
- 리처드 드레이퓨스: 맷 역. 영화 초반에 호수에서 낚시를 하다 피라냐의 첫 희생자가 된다.
- 크리스토퍼 로이드: 굿맨 역. 빅토리아호수 동물병원 주인. 괴물고기 피라냐가 200만 년전에 멸종된 종이라는 사실을 알려준다.

## 같이 보기
- 피라냐 : 1978년 로저 코먼 제작, 조 단테 감독 영화